# Honest Thief
Honest Thief (bra: Legado Explosivo; prt: Um Último Golpe) é um filme de ação e suspense americano dirigido por Mark Williams.

## Sinopse
Esperando um acordo judicial, um ladrão profissional de banco decide devolver o dinheiro que roubou. Porém, dois agentes do FBI o incriminam por assassinato, então ele foge para tentar levá-los à justiça.

## Elenco
- Liam Neeson como Tom Dolan
- Kate Walsh como Annie Wilkins
- Jai Courtney como agente John Nivens
- Jeffrey Donovan como agente Sean Meyers
- Anthony Ramos como agente Ramon Hall
- Robert Patrick como agente Sam Baker
- Jasmine Cephas Jones como Beth Hall

## Recepção
No agregador de críticas Rotten Tomatoes, o filme tem uma aprovação de 39% com base em 100 opiniões, com uma classificação média de 5/10. O consenso dos críticos do site diz: "Culpado de esbanjamento de primeiro grau, Honest Thief devolve Liam Neeson ao modo de suspense de ação de período tardio, mas negligencia o fornecimento de uma grande história." No Metacritic, tem uma pontuação média ponderada de 46 em 100, com base em 21 críticos, indicando "críticas mistas ou médias". De acordo com o PostTrak, 75% dos membros do público deram ao filme uma pontuação positiva, com 53% dizendo que definitivamente o recomendariam.